# Alexandriaprotokollet
Alexandriaprotokollet kallas ett manifest om arabisk samverkan som undertecknades den 7 oktober 1944 i Alexandria representanter från Egypten, Irak, Libanon, Syrien och Transjordanien. Avtalet angav att deltagande länder skulle vara representerade på lika villkor och aktivt delta i samordningen av deras politiska planer och utrikespolitik.
Året därpå inrättades på grundval av denna överenskommelse Arabförbundet med syfte att tillvarata medlemsländernas intresse, avvärja konflikter och verka för ökad förståelse mellan arabländerna.